# Patch Darragh
Patch Darragh (21 juni 1977) is een Amerikaans acteur.

## Carrière
Darragh begon met acteren in 2002 maar wist geen grote rollen te vergaren en stopte een tijdje. Hij speelde vele gastrollen in de meest bekeken televisieseries in Amerika. Hij speelde mee in de films Let's Be Cops, The Visit, Sully en The First Purge. Hij speelde een hoofdrol in de volgende series: The Path, Mercy en Everything Sucks!.

## Filmografie

### Films
| Jaar | Film                                             | Rol              | Extra |
| ---- | ------------------------------------------------ | ---------------- | ----- |
| 2002 | Monday Night Mayhem                              | Patrick Darraugh |       |
| 2003 | Our Town                                         | Baseball Player  |       |
| 2010 | Coach                                            | Brian            |       |
| 2010 | The Glass Menagerie                              | Tom Wingfield    |       |
| 2012 | Hope Springs                                     | Mark             |       |
| 2013 | Over/Under                                       | Rudy Young       |       |
| 2014 | Loitering with Intent                            | Carter           |       |
| 2014 | Let's Be Cops                                    | Officer Kaplan   |       |
| 2015 | The Visit                                        | Dr. Sam          |       |
| 2016 | Sully                                            | Patrick Harten   |       |
| 2016 | The Harrow                                       | Ray              |       |
| 2017 | The Depths                                       | Mickey Hansen    |       |
| 2018 | The First Purge                                  | Arlo Sabian      |       |
| 2018 | Cam                                              | Tinker           |       |
| 2019 | Brittany Runs a Marathon                         | Doctor Falloway  |       |
| 2020 | Unbreakable Kimmy Schmidt: Kimmy vs the Reverend | Nick             |       |

### Series
*Exclusief eenmalige gastrollen
| Jaar      | Serie                             | Rol                          | Extra   |
| --------- | --------------------------------- | ---------------------------- | ------- |
| 2009-2010 | Mercy                             | Tim Flanagan                 | 13 afl. |
| 2012      | Army Wives                        | The Shooter                  | 2 afl.  |
| 2012      | Weeds                             | Crick Montgomery             | 3 afl.  |
| 2013-2014 | Boardwalk Empire                  | Robert Bennett III / Bennett | 3 afl.  |
| 2014      | Wallflowers                       | Bryce Hunter                 | 7 afl.  |
| 2015-2016 | Limitless                         | Cameron Finch                | 5 afl.  |
| 2016      | The Night Of                      | Eczema Help Group Member     | 2 afl.  |
| 2016-2017 | Longmire                          | Dave Milgrom                 | 7 afl.  |
| 2016-2018 | The Path                          | Russel Armstrong             | 25 afl. |
| 2017      | Law & Order: Special Victims Unit | Ron Duca/Father Ryan Duffy   | 2 afl.  |
| 2018      | Everything Sucks!                 | Ken Messner                  | 10 afl. |
| 2019      | The Loudest Voice                 | Sean Hannity                 | 3 afl.  |
| 2019-2023 | Succession                        | Ray Kennedy                  | 7 afl.  |
| 2019      | Mr. Mercedes                      | Andrew Halliday              | 4 afl.  |
| 2020      | Tommy                             | Kevin Keller                 | 2 afl.  |
| 2023      | Kaleidoscope                      | Andrew Covington             | 4 afl.  |

### Videogame
| Jaar | Videogame           | Rol                            |      |
| ---- | ------------------- | ------------------------------ | ---- |
| 2010 | Red Dead Redemption | Charles Kinnear/Howard Sawicki | stem |

### Awards en Nominaties
| Jaar | Prijs                   | Categorie             | Film/Serie  | Resultaat   |
| ---- | ----------------------- | --------------------- | ----------- | ----------- |
| 2015 | Melbourne Web Fest      | Best Ensemble Cast    | Wallflowers | Genomineerd |
| 2017 | Los Angeles Film Awards | Best Supporting Actor | The Depths  | Gewonnen    |